# Charlison Benschop
Charlison Benschop, né le 21 août 1989 à Willemstad aux Antilles néerlandaises (aujourd'hui Curaçao), est un footballeur international curacien qui joue au poste d'attaquant avec la réserve du Fortuna Düsseldorf.

## Biographie

### En club
Charlison Benschop est un attaquant puissant (1,89 m, 83 kg) et rapide, doté d'une bonne frappe[réf. nécessaire].
Il naît à Curaçao et rejoint les Pays-Bas à l'âge de six ans. Il débute avec les clubs de SCO '63 et de Spijkenisse.
Il commence sa carrière professionnelle avec le RKC Waalwijk en Eerste Divisie (D2) pendant la saison 2007–08. Son club termine second lors des saisons 2007/2008 et 2008/2009. Il est promu en Eredivisie (D1) pour la saison 2009-2010 après un match de barrage. Le RKC Waalwijk est relégué à la fin de la saison.
En mars 2010, il signe un contrat de 5 ans avec l'AZ Alkmaar. Son transfert est alors estimé à 1 million d'euros. Il est blessé 5 mois lors de sa première saison avec AZ Alkmaar. Sa deuxième saison est meilleure et il joue davantage mais Gertjan Verbeek son entraineur ne lui accorde que peu de temps de jeu. Lors de cette saison 2011-2012, il accède avec l'AZ Alkmaar aux quarts de finale de la Ligue Europa (défaite 4-0 contre Valence). Lors de cette compétition, il inscrit un seul but contre le FK Jablonec lors du match retour du troisième tour de qualification.
Le 3 juillet 2012, il s'engage pour une durée de 4 ans avec le Stade brestois,. Son transfert est estimé à 1,3 million d'euros.
Il marque son premier but avec le Stade brestois face à Guingamp en amical (victoire de Brest 3 à 0). Il inscrit son premier but en Ligue 1 lors de la 11e journée contre Lorient.
Le 7 juillet 2013, il est prêté pour un an au Fortuna Düsseldorf.
Après une seconde saison passée au Fortuna Düsseldorf, il s'engage au sein du club de Hanovre 96 pour une durée de trois ans.

## Statistiques
| Saison    | Club                      | Pays      | Championnat    | Championnat | Championnat | Championnat  | Championnat  | Coupes nationales | Coupes nationales | Coupe d'Europe | Coupe d'Europe | Coupe d'Europe | Pays-Bas | Pays-Bas |
| Saison    | Club                      | Pays      | Division       | Matchs      | Buts        | Cartons      | Cartons      | Matchs            | Buts              | Type           | Matchs         | Buts           | Matchs   | Buts     |
| --------- | ------------------------- | --------- | -------------- | ----------- | ----------- | ------------ | ------------ | ----------------- | ----------------- | -------------- | -------------- | -------------- | -------- | -------- |
| Saison    | Club                      | Pays      | Division       | Matchs      | Buts        | Carton jaune | Carton rouge | Matchs            | Buts              | Type           | Matchs         | Buts           | Matchs   | Buts     |
| 2007-2008 | RKC Waalwijk              | Pays-Bas  | Eerste Divisie | 3           | 1           | -            | -            | -                 | -                 | -              | -              | -              | -        | -        |
| 2008-2009 | RKC Waalwijk              | Pays-Bas  | Eerste Divisie | 35          | 11          | 4            | -            | 5                 | 1                 | -              | -              | -              | -        | -        |
| 2009-2010 | RKC Waalwijk              | Pays-Bas  | Eredivisie     | 31          | 6           | 7            | 1            | 1                 | 0                 | -              | -              | -              | -        | -        |
| 2010-2011 | AZ Alkmaar                | Pays-Bas  | Eredivisie     | 16          | 1           | 0            | 0            | 1                 | 0                 | C3             | 1              | 0              | -        | -        |
| 2011-2012 | AZ Alkmaar                | Pays-Bas  | Eredivisie     | 29          | 5           | 0            | 0            | 4                 | 1                 | C3             | 12             | 1              | -        | -        |
| 2012-2013 | Stade brestois            | France    | Ligue 1        | 27          | 5           | 2            | 0            | 4                 | 1                 | -              | -              | -              | -        | -        |
| 2013-2014 | Fortuna Düsseldorf (prêt) | Allemagne | 2. Bundesliga  | 25          | 9           | -            | -            | 1                 | 0                 | -              | -              | -              | -        | -        |